# Ed Sheeran
Edward Christopher "Ed" Sheeran MBE  (sinh ngày 17 tháng 2 năm 1991) hay còn được biết đến với nghệ danh Ed Sheeran là một nam ca sĩ-nhạc sĩ người Anh. Ed được sinh ra tại Hebden Bridge, Yorkshire và lớn lên tại Framlingham, Suffolk.
Đầu năm 2011, anh độc lập cho ra mắt EP thứ tám, No. 5 Collaborations Project. Nhờ EP này, anh đã nhận được nhiều sự chú ý từ những người nổi tiếng như Elton John và Jamie Foxx, sau đó ký hợp đồng thu âm với hãng Asylum Records. Ed Sheeran đã tạo nên đột phá khi đĩa đơn đầu tiên của anh "The A Team" ra mắt ở vị trí thứ 3 trên bảng xếp hạng UK Singles Chart của Anh. Nhờ sự thành công trên các bảng xếp hạng của các đĩa đơn "The A Team" và "Lego House", album + của Ed Sheeran sáu lần được chứng nhận bạch kim tại Anh. Năm 2012, Ed Sheeran giành giải Nam nghệ sĩ Anh xuất sắc và Nghệ sĩ đột phá tại Brit Awards. Trong khi đó, bài hát "The A Team" của anh cũng thắng Giải thưởng Ivor Novello cho bài hát có lời và nhạc hay nhất.
Trong năm 2012, Ed Sheeran bắt đầu thu hút sự chú ý tại Mỹ. Anh tham gia vào album thứ tư của nữ nghệ sĩ nhạc đồng quê người Mỹ Taylor Swift, Red, trong bài hát "Everything Has Changed" và sáng tác bài hát cho One Direction. Bài hát "The A Team" được đề cử trong hạng mục Bài hát của Năm tại lễ trao giải Grammy 2013 và song ca cùng Elton John tại đây. Anh dành hầu hết năm 2013 để mở màn cho chuyến lưu diễn The Red Tour tại Bắc Mỹ của Taylor Swift. Mùa thu năm 2013 Ed Sheeran biểu diễn ba đêm cháy vé tại Madison Square Garden ở New York với tư cách nghệ sĩ hát chính (với Taylor Swift làm khách mời trong đêm thứ hai). Vào năm 2014 anh nhận được đề cử cho giải Nghệ sĩ mới xuất sắc nhất tại giải Grammy lần thứ 56.
x, album thứ hai của Ed Sheeran ra mắt trên toàn thế giới vào ngày 23 tháng 6 năm 2014 và đạt vị trí số một trên UK Albums Chart của Anh và Billboard 200 của Mỹ. Năm 2015, "x" giành giải Brit Award cho Album Anh của năm, nhận giải Ivor Novello Award cho đề cử Nhạc sĩ của năm và được đề cử cho Album của năm tại lễ trao giải Grammy lần thứ 57. Ed Sheeran biểu diễn ba buổi tại sân vận động Wembley ở Luân Đôn vào từ ngày 10 đến 12 tháng 7 năm 2015, là một phần trong chuyến lưu diễn toàn thế giới để quảng bá cho album x và là buổi biểu diễn lớn nhất từ trước tới nay của anh. Đĩa đơn "Thinking Out Loud" nằm trong album x đã giúp anh đạt được 2 giải thưởng Grammy vào năm 2016: Bài hát của năm và Trình diễn đơn ca pop xuất sắc nhất.

## Cuộc đời và sự nghiệp

### 1991-2004: Những năm đầu đời
Ed Sheeran được sinh ra ở Hebden Bridge gần Halifax, Tây Yorkshire, nhưng lại chuyển đến sống tại Framlingham, Suffolk từ khi còn nhỏ. Ed Sheeran có một người anh trai tên là Matthew, nhà soạn nhạc cổ điển và sinh viên âm nhạc đã tốt nghiệp. Bố mẹ của Ed, John và Imogen, được sinh ra tại Luân Đôn. Gia đình bên nội của Ed Sheeran là người Ireland tới từ Maghera, Hạt Londonderry và Gorey, Bắc Wexford. Ông nội của Sheeran là Bill theo đạo Tin Lành còn bà nội của Ed theo đạo Thiên Chúa. Hiện nay họ đã nghỉ hưu và sống tại Gorey, County Wexford.
Bố anh là John Sheeran, một nhà quản lý bảo tàng, đồng thời là một diễn giả nghệ thuật. Mẹ anh là Imogen Lock, một nhà thiết kế trang sức, bà cũng có một cửa hàng trang sức online để bán những đồ trang sức do mình làm ra. Hai vợ chồng Sheeran có văn phòng tư vấn nghệ thuật Sheeran Lock từ năm 1990 đến 2010.
Ed Sheeran hát trong dàn hợp xướng tại nhà thờ từ năm lên 4 và học chơi guitar từ rất nhỏ, và bắt đầu sáng tác khi anh học tại trường cấp II Thomas Mills tại Framlingham. Trong trí nhớ của Ed Sheeran, phong cách âm nhạc của anh chịu ảnh hưởng từ việc nghe nhạc của Bob Dylan, Eric Clapton và Van Morrison trong vô số các chuyến đi tới Luân Đôn với bố mẹ. Ed nói rằng album đầu tiên mà anh được nghe là Irish Heartbeat của Van Morrison. Trong "Zane Lowe show", anh đã nói rằng người đã mang lại cho anh ảnh hưởng lớn nhất tới quyết định chơi nhạc và trở thành ca sĩ là Damien Rice. Anh đã được gặp Damien Rice sau khi xem buổi diễn của Rice tại Ireland lúc 11 tuổi và đã sáng tác bài hát đầu tiên của mình ngay ngày hôm sau. Ngoài Damian Rice, The Beatles, Bob Dylan, Nizlopi và Eminem cũng được anh coi là có ảnh hưởng lớn tới âm nhạc của mình. Anh là nhà bảo trợ cho Youth Music Theatre UK, nơi anh từng tham gia với tư cách là học sinh danh dự. Anh được National Youth Theatre của Luân Đôn nhận khi ở tuổi thiếu niên.

### 2005-2010: Khởi đầu sự nghiệp

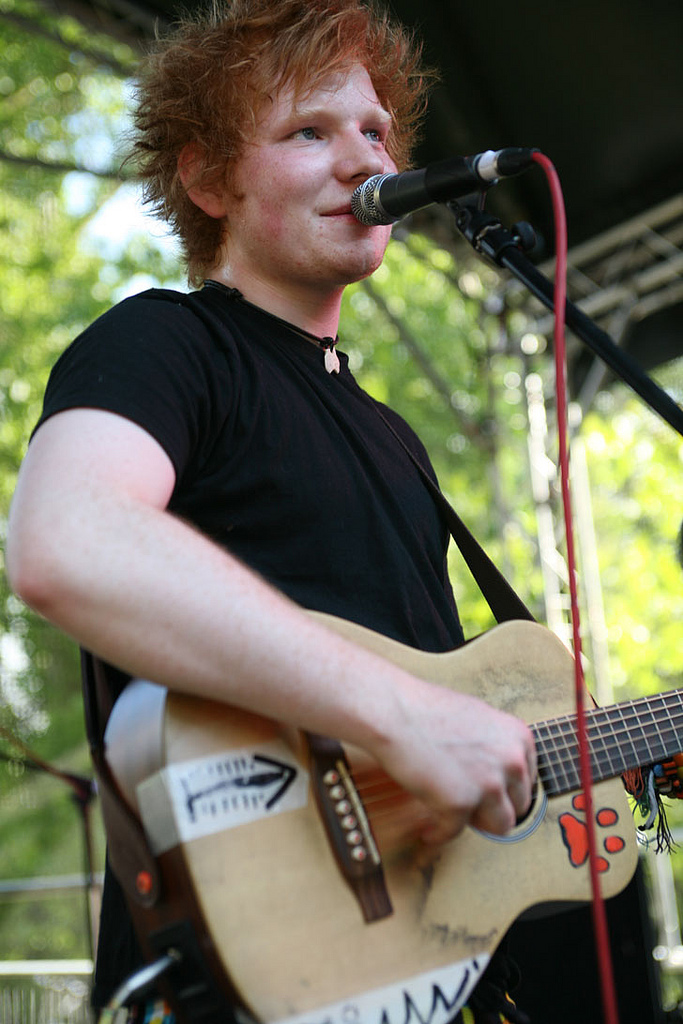
Sheeran biểu diễn ở Ipswich Arts Festival tháng 7 năm 2010

Ed Sheeran bắt đầu thu âm sản phẩm đầu tay của mình, album Spinning Man, vào năm 2004. Ở tuổi 14, Ed Sheeran ngày càng trưởng thành hơn với việc sáng tác và thu âm, anh đã thêm vào những bài hát của mình tiếng beatbox và sử dụng loop pedal. Kết quả là The Orange Room EP – EP đầu tiên của anh - đã ra đời vào năm 2005. Anh cùng với ca sĩ-nhạc sĩ người Anh Passenger làm một số buổi biểu diễn nhỏ tại Cambridge từ khi anh mới 15 tuổi. Sau đó anh cho ra 2 album, Ed Sheeran vào năm 2006 và Want Some? năm 2007. Vào năm 2008, khi tròn 16 tuổi, anh chuyển đến Luân Đôn để chơi nhạc nhằm có thêm kinh nghiệm. Khởi đầu bằng những show rất nhỏ, anh vẫn chơi nhạc hằng ngày mặc dù đôi khi chỉ có 5 khán giả đến dự. Cùng năm đó, anh tham giọng cho series Britannia High của ITV. Anh cũng là ca sĩ mở màn cho Nizlopi tại Norwich vào tháng 4 năm 2008 sau một khoảng thời gian làm hỗ trợ kĩ thuật guitar cho họ. Ed Sheeran từng học tại Academy of Contemporary Music ở Guildford, Surrey từ năm 18 tuổi với tư cách một người chưa tốt nghiệp.
Năm 2009, Ed Sheeran đã chơi nhạc tại tất cả 312 buổi biểu diễn lớn nhỏ. Anh nói sau khi đọc được cuộc phỏng vấn của James Morrison rằng James đã tham dự 200 show trong vòng một năm, anh đã rất muốn phá vỡ kỉ lục đó. Anh cũng cho ra mắt EP You Need Me trong năm 2009, ngay trước khi đi lưu diễn cùng Just Jack. Anh còn hát cùng nữ ca sĩ đến từ Essex Leddra Chapman một vài bài hát, trong đó có bản cover "Fuck You" của Cee Lo Green. Nhạc của anh được đón nhận khá tốt, tiền bán CD anh dùng để chi trả các khoản phí đắt đỏ khi sống tại Luân Đôn, anh thậm chí còn chẳng thuê nổi một căn hộ và phải ngủ nhờ trên chiếc sofa ở nhà bạn bè. Vào tháng 2 năm 2010, Ed đăng tải một video thông qua kênh YouTube của SB.TV. Khi đó rapper Example đã xem, khen ngợi video đó và mời anh đi lưu diễn cùng. Cùng tháng anh đã cho ra mắt EP Loose Change, trong đó có bài hát "The A Team", bài hát sau này trở thành đĩa đơn đầu tiên trong album +.
Vào tháng 4 năm 2010, sau khi lưu diễn diễn của Example kết thúc, Ed Sheeran mua vé máy bay đến Los Angeles với đôi bàn tay trắng cùng chiếc guitar của mình. Anh chơi nhạc ở các buổi diễn tài năng tại các câu lạc bộ quanh thành phố. Và rồi vào một đêm tại "The FoxxHole", tài năng của anh đã được diễn viên nổi tiếng đồng thời là chủ của câu lạc bộ Jamie Foxx phát hiện. Jamie Foxx đã nhìn thấy tiềm năng của anh, mời anh ở lại nhà và sử dụng phòng thu tùy thích tại Hollywood cho đến khi Ed Sheeran rời Los Angeles. Trong suốt năm 2010, Ed Sheeran dần dần nổi tiếng nhờ những video của anh trên YouTube, lượng người hâm mộ cũng tăng dần, được tờ The Independent khen ngợi và nhất là được chú ý bởi những người nổi tiếng như cầu thủ bóng đá Rio Ferdinand và ca sĩ huyền thoại Elton John. Ed Sheeran cho ra mắt hai EP tự sản xuất trong năm 2010; Ed Sheeran: Live at the Bedford và Songs I Wrote with Amy với EP thứ hai là tập hợp những bản tình ca anh viết khi đang ở xứ Wales với người ca sĩ-nhạc sĩ Amy Wadge.
Vào ngày 8 tháng 1 năm 2011, Ed cho ra mắt EP tự sản xuất cuối cùng của mình, No. 5 Collaborations Project, với sự tham gia của nhiều nghệ sĩ như Wiley, JME, Devlin, Sway và Ghetts. Với EP này, Ed Sheeran nhận được nhiều sự chú ý, EP của anh đã đứng thứ 2 trên iTunes. Mặc dù không hề quảng cáo hay thuộc bất kì nhà phát hành đĩa nào, anh vẫn bán được hơn 7000 bản trong tuần đầu tiên. Ba tháng sau, Ed Sheeran tổ chức một buổi diễn miễn phí cho người hâm mộ tại Barfly, Camden. Hơn 1000 người đã đến tham dự buổi biểu diễn. Cuối cùng anh đã tổ chức 4 buổi diễn khác nhau để chắc chắc rằng tất cả mọi người đều được nghe anh hát, tính cả những buổi diễn ngoài phố sau khi nhà hát đã đóng cửa. Sau đó anh đã ký hợp đồng với Asylum/Atlantic Records, công ty cũng là một chi nhánh của Rocketmusic (công ty quản lý các nghệ sĩ) – được đồng sáng lập bởi Elton John.

### 2011–2013:+và những thành công quốc tế

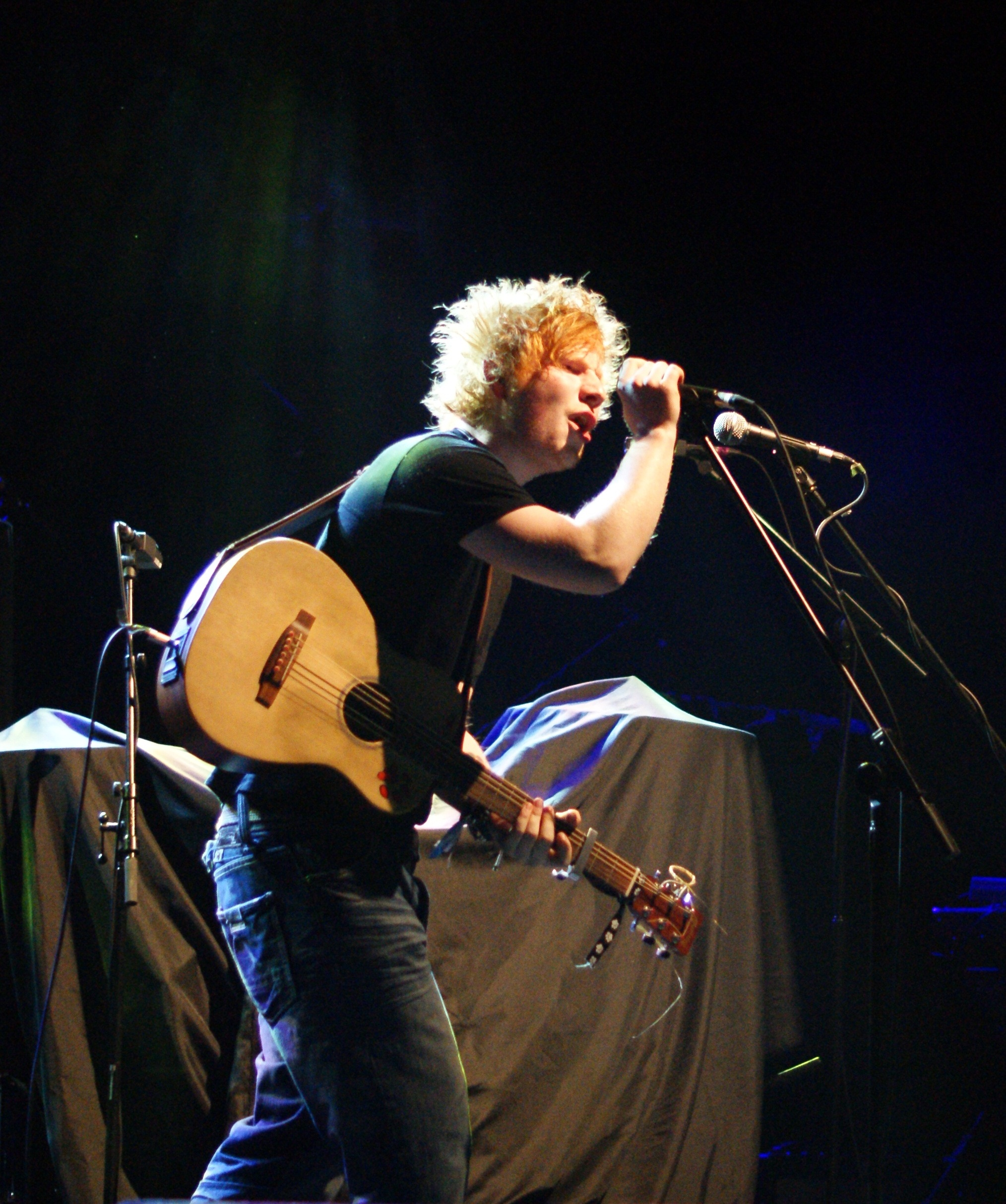
Ed Sheeran tại Festival Dot to Dot, Manchester, tháng 5 năm 2011

Ngày 26 tháng 4 năm 2011, Ed Sheeran xuất hiện trong chương trình âm nhạc Later... with Jools Holland, lần đầu tiên anh thể hiện đĩa đơn đầu tay "The A Team". Sáu tuần sau đó, "The A Team" được ra mắt dưới hình thức tải nhạc kỹ thuật số tại Anh. Bài hát đã được chọn làm bài hát chủ đề của +, album đầu tay của anh. "The A Team" đứng ở vị trí thứ 3 trên UK Singles Chart, bán được trên 58.000 bản ngay tuần đầu phát hành. Bài hát còn đứng vị trí đầu tiên trong những bài hát ra mắt bán chạy nhất và nằm trong top 8 bài hát được yêu thích nhất 2011 vơi doanh số là 801.000 bản. "The A Team" còn nằm trong top 10 bài hát tại Úc, Đức, Ireland, Nhật Bản, Luxembourg, New Zealand, Na Uy và Hà Lan. Trong buổi biểu diễn cho BBC Introducing tại Glastonbury Festival 2011, Ed Sheeran cho biết "You Need Me, I Don't Need You" sẽ trở thành đĩa đơn tiếp theo của anh và sẽ được ra mắt ngày 26 tháng 8 năm 2011. Đĩa đơn này đứng cao nhất ở vị trị thứ 4 trên bảng xếp hạng UK Singles Chart. Ngày 11 tháng 11 năm 2011, "Lego House" được chọn làm đĩa đơn thứ ba và được chơi trên BBC Radio 1 lần đầu vào ngày 8 tháng 9 năm 2011. "Lego House" lọt vào UK Singles Chart và đứng ở vị trí thứ 5 vào 17 tháng 11. Bài hát cũng lọt vào top 10 trên bảng xếp hạng đĩa đơn của Úc, Ireland, Scotland, New Zealand, các bảng xếp hạng Flemish Ultratop 50 và the Wallonian Ultratip. "Drunk" được ra mắt vào ngày 19 tháng 2 năm 2012 và là đĩa đơn thứ tư của Ed Sheeran trong album +. Bài hát trở thành đĩa đơn thứ 4 liên tiếp lọt vào top 10 của Ed Sheeran khi nó đứng cao nhất ở vị trí thứ 9 trên bảng xếp hạng UK Singles Chart. "Small Bump" là đĩa đơn thứ năm, được ra mắt vào ngày 10 tháng 5 năm 2012. "Give Me Love", đĩa đơn thứ sáu và cũng là đĩa đơn cuối cùng của album +, được phát hành vào 21 tháng 11 năm 2012.
Album phòng thu đầu tay của Ed Sheeran, +, được ra mắt vào 12 tháng 9 năm 2011. Album đã nhận được nhiều phản hồi với những ý kiến trái chiều. Trên trang Metacritic, album nhận được số điểm trung bình 65/100. + ra mắt ở vị trí thứ nhất trên bảng xếp hạng UK Albums Chart, bán được 102.000 bản trong tuần đầu tiên. Album đã đứng ở vị trí thứ 2 trong những album đầu tay bán chạy nhất và đứng thứ 9 trong những album bán chạy nhất năm 2011 ở Anh, với doanh số là 791.000 bản. Album đã được chứng nhận bạch kim sáu lần bởi British Phonographic Industry, đồng nghĩa với doanh số 1.800.000 bản. Album leo lên vị trí thứ nhất một lần nữa vào Ngày 1 tháng 1 năm 2012, sau 15 tuần kể từ lần cuối đứng ở vị trí thứ 1. Tính đến tháng 3 năm 2012, album + bán được 1.021.072 bản tại Anh. Album cũng nằm trong top 10 của nhiều bảng xếp hạng lớn như Australian Albums Chart, Flanders Belgian Albums Chart, Dutch Albums Chart, Irish Albums Chart, New Zealand Albums Chart và Swiss Albums Chart.

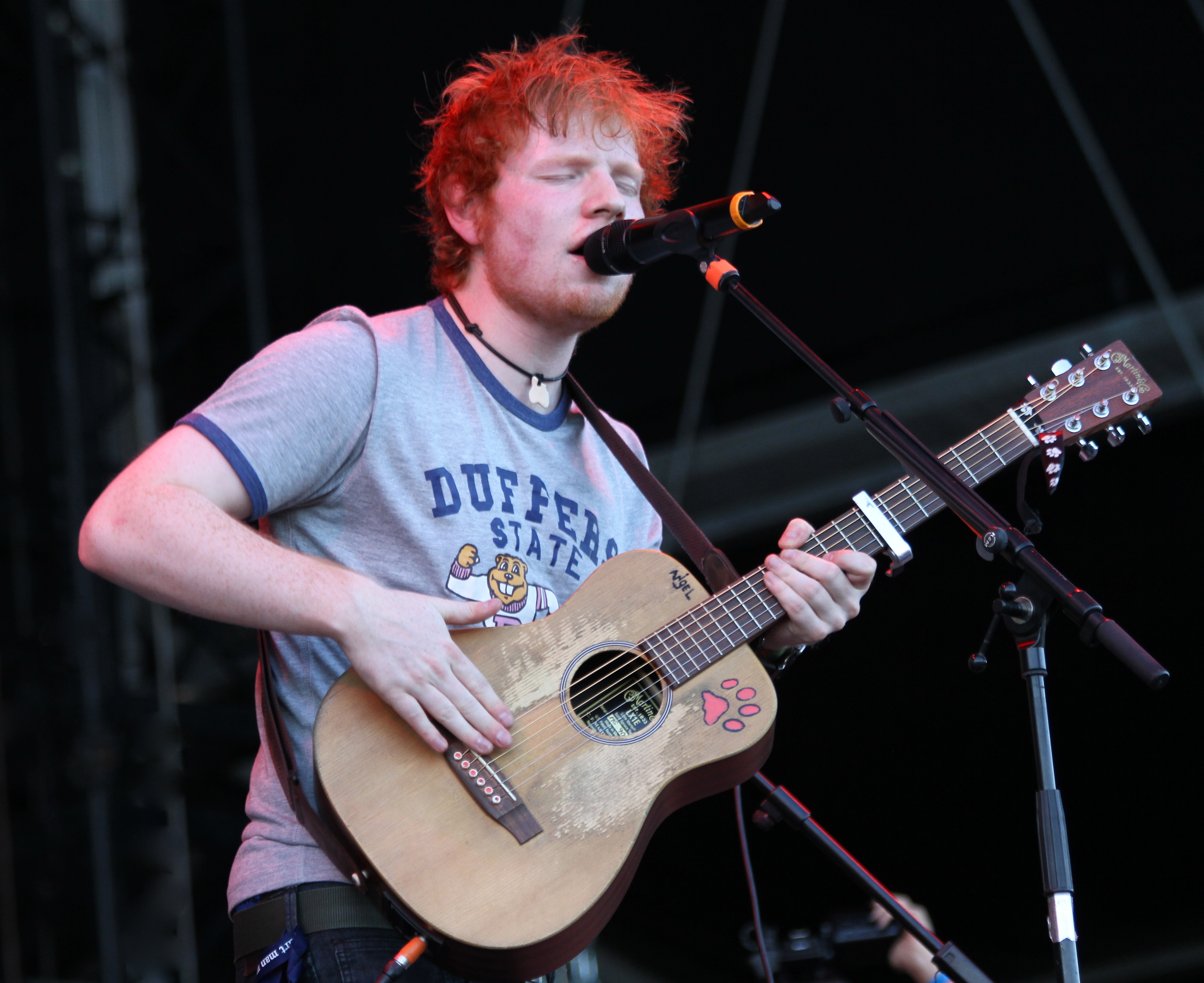
Ed Sheeran tại Frequency Festival ở Áo, tháng 8 năm 2012

Bài hát "Moments" trong album phòng thu đầu tay của ban nhạc One Direction được đồng sáng tác bởi Ed Sheeran. Vào ngày 21 tháng 1 năm 2012, Ed Sheeran tham dự BRIT Awards 2012 và nhận được 2 giải thưởng cho Nghệ sĩ nam solo xuất sắc nhất và Nghệ sĩ đột phá của năm. Vào ngày 10 tháng 1 năm 2012, Ed Sheeran cho biết sẽ tham gia cùng nhóm nhạc Snow Patrol tại Mỹ từ cuối tháng 3 đến tháng 5 trong Fallen Empires Tour. Bài hát "Give Me Love" được phát trong tập "Dangerous Liaisons" của loạt phim The Vampire Diaries. Bài hát cũng được phát trong bộ sitcom Cougar Town (TBS) vào ngày 12 tháng 2 năm 2013. Tại Ivor Novello Awards 2012 vào tháng 5 năm 2012, bài hát "The A Team" của Ed Sheeran đã đánh bại "Rolling in the Deep" của Adele và "Shake It Out" của Florence and the Machine để chiến thắng trong hạng mục Bài hát có nhạc và lời hay nhất. Ed Sheeran biểu diễn "The A Team" tại buổi hòa nhạc Diamond Jubilee of Queen Elizabeth II tại Anh vào ngày 4 tháng 6 năm 2012 và hát lại bài hát "Wish You Were Here" của Pink Floyd tại lễ bế mạc Thế vận hội Mùa hè 2012 vào ngày 12 tháng 8 năm 2012.

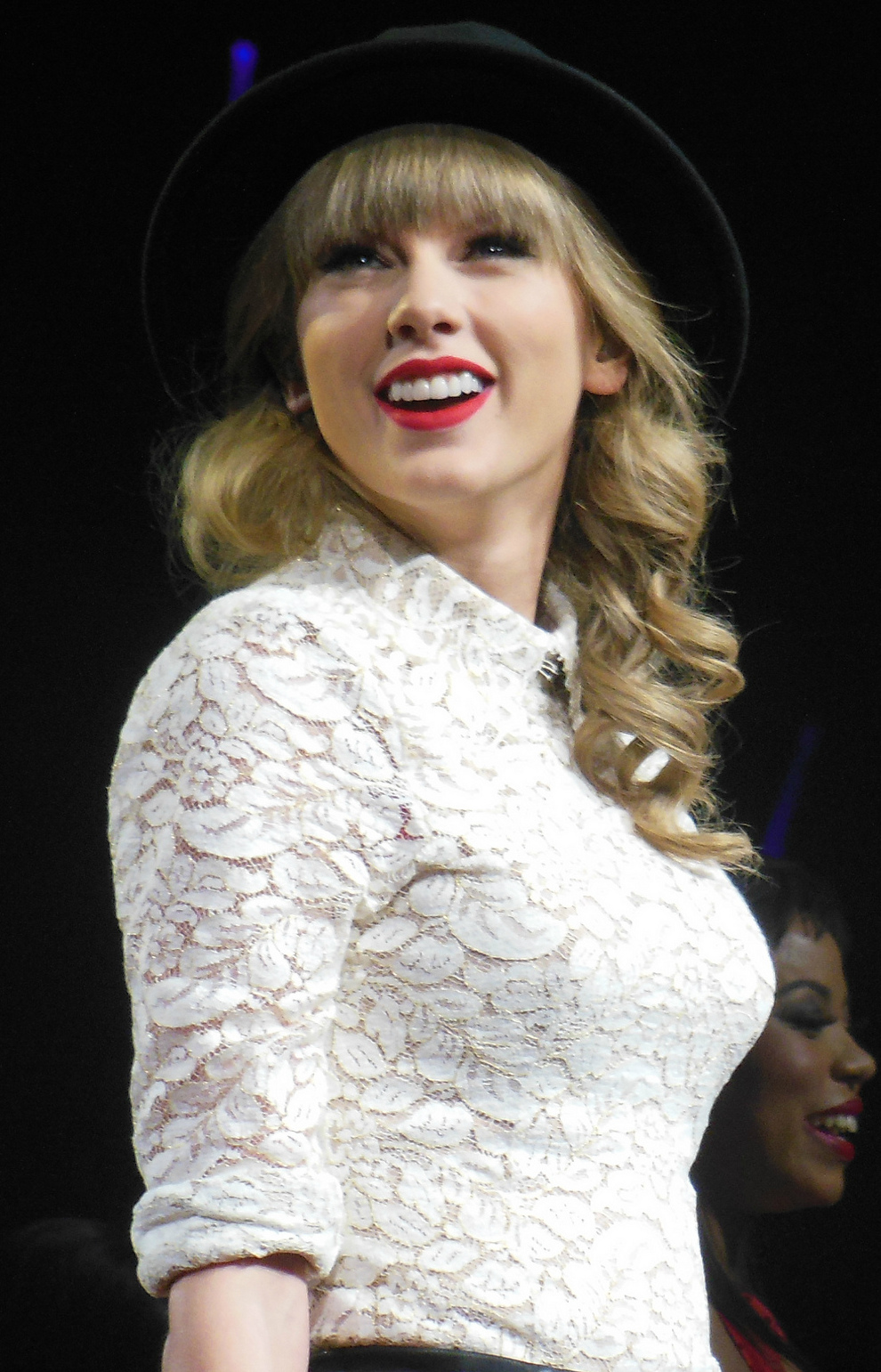
"Tôi nghĩ Taylor chỉ đang mở ra thật nhiều cánh cửa và nhiệm vụ của tôi là đảm bảo làm sao để mình vượt qua chúng."
—Sheeran nói về Swift (ảnh)

Taylor Swift liên hệ với Ed Sheeran sau khi nghe được những bài hát của anh khi cô đang lưu diễn tại Úc vào tháng 3 năm 2012. Sau đó anh trở thành người đồng sáng tác và góp giọng trong bài hát "Everything Has Changed", bài hát nằm trong album phòng thu thứ tư của Swift, Red. Được phát hành vào tháng 10 năm 2012, Red nhanh chóng trở thành album bán chạy nhất trong năm và được đề cử cho giải Grammy ở hạng mục Album của năm. Ed Sheeran còn đóng góp 2 bài hát cho nhóm nhạc One Direction, được sử dụng trong album thứ hai của họ, được phát hành vào tháng 11 năm 2012: "Over Again" và đĩa đơn "Little Things" – đĩa đơn thứ hai đạt vị trí thứ nhất của nhóm nhạc này tại Anh. Album + của Ed Sheeran đạt vị trí thứ 5 tại bảng xếp hạng Billboard 200, trong khi đó đĩa đơn "The A Team" đạt vị trí 16 trong bảng xếp hạng Billboard Hot 100. Vào cuối năm 2012 và đầu năm 2013, anh tổ chức lưu diễn tại Hoa Kỳ của riêng mình tại các địa điểm từ 6000 đến 9000 chỗ ngồi. "The A Team" nhận được đề cử cho hạng mục Bài hát của Năm tại lễ trao giải âm nhạc Grammy 2013. Elton John, người điều hành công ty quản lý Ed Sheeran, đã thảo luận với ban tổ chức Grammy để cho anh một cơ hội biểu diễn tại lễ trao giải danh giá này, nhưng bị từ chối do ban tổ chức nghĩ rằng một mình anh biểu diễn sẽ không thu hút được sự chú ý của khán giả. Elton John quyết định tham gia biểu diễn bài hát với Ed Sheeran để giải quyết vấn đề này: "Tôi nhận được cuộc gọi của Elton nói ‘tôi không thể giành được xuất diễn solo cho cậu, vậy cậu có phiền nếu diễn cùng tôi không?’".
Từ tháng 3 đến tháng 9 năm 2013, Ed Sheeran là ca sĩ mở màn tại 64 buổi diễn tại các sân vận động lớn nhỏ khắp Bắc Mỹ tại chuyến lưu diễn The Red Tour của nữ ca sĩ Taylor Swift. Anh có hình xăm Red để đánh dấu cơ hội mới của sự nghiệp: "Tôi nghĩ Taylor sẽ mở ra nhiều cơ hội và việc của tôi là làm sao để chắc chắn tận dụng được nó...Nó sẽ là một thử thách thú vị khi quay trở lại với việc biểu diễn trước mặt những người hoàn toàn xa lạ và tôi phải làm cho họ thích âm nhạc của tôi.". Ed Sheeran cũng thu âm đoạn điệp khúc cho bài hát "Old School Love", ca khúc chủ đề trong album thứ năm của Lupe Fiasco mang tên Tetsuo & Youth. Anh cũng tham gia vào ca khúc "Top Floor (Cabana)" trong album đầu tay của Naughty Boy mang tên Hotel Cabana.
Ed Sheeran ra mắt đĩa đơn đầu tiên sau hai năm mang tên "I See Fire". Bài hát được phát ở phần giới thiệu cuối của bộ phim Người Hobbit: Đại chiến với rồng lửa cũng như có mặt trong album nhạc phim này. Mặc dù sau đó "I See Fire" nằm trong bản đặc biệt của album x của Ed Sheeran phát hành tháng 6 năm 2014 tuy nhiên bài hát này sẽ không được dùng để quảng bá album. Ed Sheeran được đề cử giải Nghệ sĩ mới xuất sắc tại Lễ trao giải Grammy lần thứ 56 vào năm 2014.

### 2014-2016:x

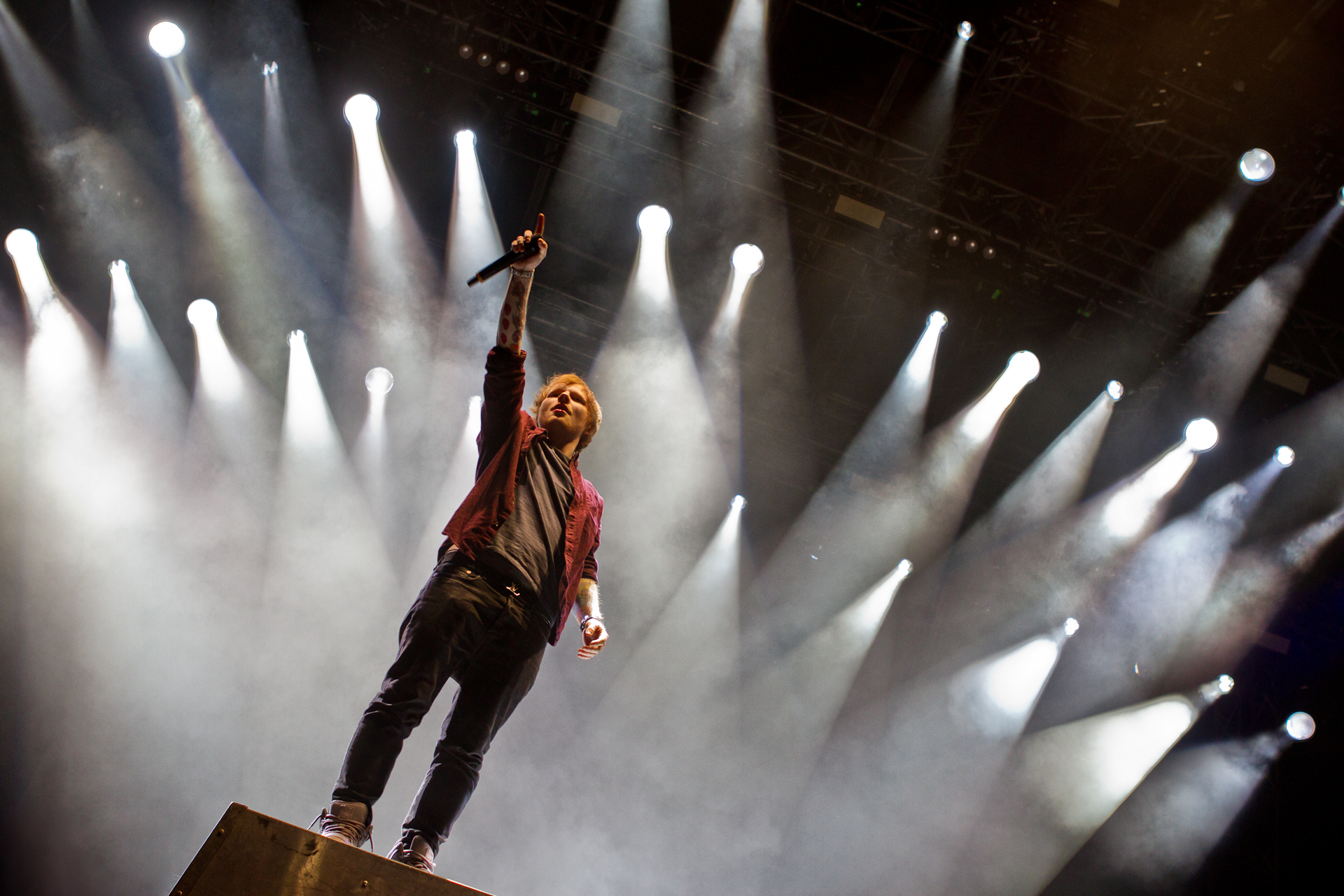
Ed Sheeran tại Southside Festival năm 2014

Ngày 24 tháng 3 năm 2014, Ed biểu diễn tại buổi hòa nhạc từ thiện Teenage Cancer Trust tại Royal Albert Hall, Luân Đôn - nơi mà anh tuyên bố "Take It Back" sẽ là bài hát xuất hiện trong album thứ hai của anh. Bài hát chủ đạo "Sing" được ra mắt vào ngày 7 tháng 4 năm 2014. Bài hát mang tới giai điệu cũng như ca từ khác hẳn với những bài hát trước đây của ảnh. "Sing" được kì vọng sẽ mang tới sự hứng khởi về sự ra mắt album mới, tuy vậy vì lo ngại sự chia rẽ trong những người hâm mộ, "One", một bản acoustic ballad, được ra mắt vào ngày 16 tháng 4 năm 2014. "Sing" đánh dấu vị trí thứ nhất đầu tiên của anh tại Anh.
Album thứ hai của Ed Sheeran, x (dấu nhân), ra mắt vào ngày 23 tháng 6 năm 2014. Album được Ed Sheeran thu tại Los Angeles, California cùng với Rick Rubin, người khuyên Ed Sheeran nên thu thanh tự nhiên khi cảm thấy tâm trạng thoải mái; phần phối nhạc được thực hiện bởi produced by Rick Rubin, Pharrell Williams, Benny Blanco và Jake Gosling. Một số bài hát trong album được đồng sáng tác với Foy Vance. Bài hát "Tenerife Sea" trong album được biểu diễn lần đầu vào tháng 10 năm 2013 tại Madison Square Garden ở New York. Tại lễ trao giải MTV Video Music Awards 2014, "Sing" giành giải thưởng MTV cho Video của nghệ sĩ nam xuất sắc nhất. Vào ngày 2 tháng 9, Ed Sheeran là một trong các nghệ sĩ mở đầu cho trận chung kết giải bóng đá luật Úc năm 2014 tại sân vận động Melbourne Cricket Ground. Ed Sheeran còn tham gia cùng DJ người Hà Lan Martin Garrix trong bài hát nhạc dance điện tử đầu tay của DJ này.
Vào ngày 8 tháng 10 năm 2014, sau đĩa đơn "Don't", Ed Sheeran phát hành video âm nhạc cho đĩa đơn thứ ba của album x, "Thinking Out Loud", mà trong đó anh khiêu vũ tại phòng nhảy. Video đã thu hút 3 triệu lượt xem chỉ trong một ngày đầu ra mắt trên YouTube. Bài hát trở thành đĩa đơn thứ hai của Ed Sheeran đứng số một trên UK Singles Chart, cùng với đó là thành tích đứng ở vị trí thứ hai 8 tuần liên tiếp trên Billboard Hot 100 của Mỹ (chỉ chịu đứng sau ca khúc dẫn đầu "Uptown Funk" của Mark Ronson hợp tác với Bruno Mars). Vào tháng 11 năm 2014 Ed Sheeran thông báo rằng anh sẽ biểu diễn tại sân vận động Wembley của Luân Đôn vào ngày 10 tháng 7 năm 2015, và sẽ là buổi biểu diễn lớn nhất của anh từ trước tới nay. Anh nói rằng: "Tôi không hề giấu giếm tham vọng được được tự mình biểu diễn tại sân Wembley trước đám đông khán giả 80 nghìn người. Tôi hết sức vui mừng được thông báo rằng điều đó sẽ trở thành hiện thực vào mùa hè năm sau. Chắc chắn sẽ rất tuyệt vời, và tôi đang rất nóng lòng." Nhờ lượng đặt chỗ trước lớn nên hai buổi biểu diễn nữa cũng sẽ được tổ chức vào ngày 11 và 12 tháng 7 năm 2015. Vào tháng 12 năm 2014, Sheeran đạt danh hiệu nghệ sĩ được stream nhiều nhất trên thế giới từ Spotify, thu hút trên 860 triệu lượt stream trong năm 2014, còn Eminem và Coldplay lần lượt ở hai vị trí thứ 2 và thứ 3. Album cũng giúp Sheeran có được danh hiệu nghệ sĩ có doanh thu lớn nhất của iTunes tại Vương quốc Anh, cộng hòa Ireland và New Zealand trong năm 2014.

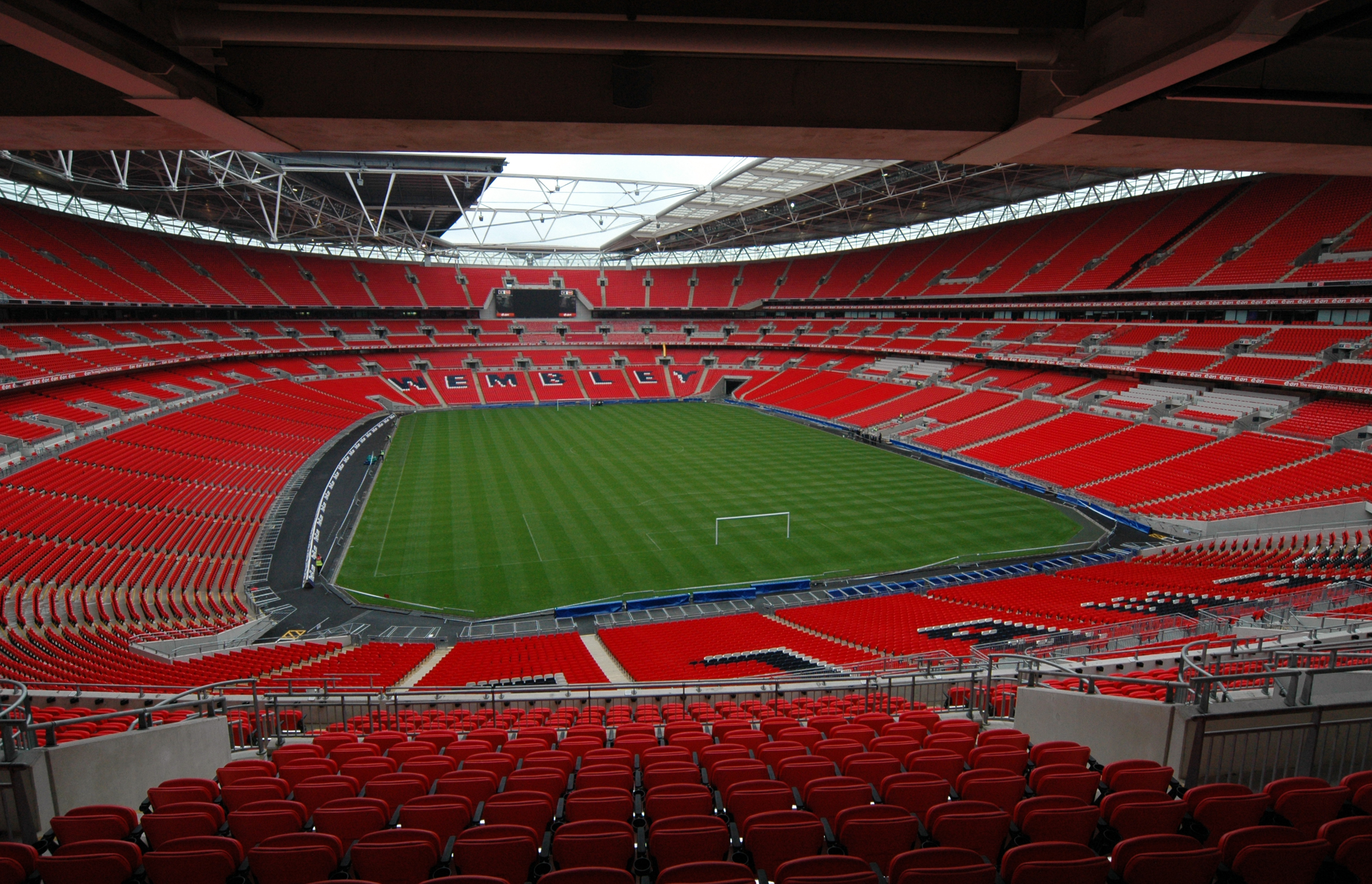
Sân vận động Wembley là nơi Sheeran có ba buổi diễn cháy vé vào tháng 7 năm 2015

x được đề cử là Album của năm tại Lễ trao giải Grammy lần thứ 57. Ed Sheeran thắng giải Nghệ sĩ Solo xuất sắc nhất tại UK và Album của nam tại UK tại lễ trao giải Brits Award 2015. Tại Lễ trao giải Ivor Novello Award vào ngày 21 tháng 4 năm 2015, Ed nhận giải cho đề cử Nhạc sĩ của năm. Vào 21 tháng 6, Ed Sheeran đồng dẫn chương trình Much Music Award 2015 tại Toronto, anh đã thể hiện hai bài hát là "Thinking Out Loud" và "Photograph", anh cũng giành hai giải thưởng là Nghệ sĩ quốc tế xuất sắc và Nghệ sĩ quốc tế nhận được nhiều sự ủng hộ. Vào 27 tháng 6, Ed mở màn cho buổi diễn của The Rolling Stones trong Zip Code Tour tại sân vận động Arrowhead thuộc thành phố Kansas. Từ 10-12 tháng 7 năm 2015, Ed biểu diễn tại các buổi cháy vé tại Sân vận động Wembley thuộc Luân Đôn. Các buổi diễn được công bố từ tháng 11 năm 2014 là một phần của chuyến lưu diễn toàn thế giới của anh. Buổi biểu diễn đã được ghi hình và trình chiếu vào 16 tháng 8 năm 2015 trên kênh NBC với tên gọi Ed Sheeran – Live at Wembley Stadium bao gồm cả những thước phim hậu trường.
Ngày 26 tháng 9, Sheeran tham gia Global Citizen Festival 2015 được tổ chức tại Central Park Great Lawn của New York. Sự kiện được tổ chức bởi ca sĩ chính của nhóm nhạc Coldplay, Chris Martin. Buổi diễn nhằm ủng hộ việc chấm dứt nạn nghèo đói trên toàn thế giới. Sheeran là ca sĩ chính của buổi biểu diễn cùng với Beyoncé, Coldplay, và Pearl Jam. Lễ hội được chiếu trên kênh NBC của Mỹ vào 27 tháng 9 và trên BBC của Anh vào 28 tháng 9. Ed Sheeran đồng dẫn chương trình MTV Europe Music Award 2015 vào ngày 25 tháng 10 tại Milano, Ý. Tại đó anh thắng hai giải là Màn trình diễn trực tiếp xuất sắc và Buổi biểu diễn xuất sắc nhất cho buổi biểu diễn tại V Festival 2014 tại nước Anh. Anh cũng chiến thắng giải Màn trình diễn đột phá tại Billboard Touring Awards 2015.
Đĩa đơn "Thinking Out Loud" nằm trong album x đã giúp anh đạt được 2 giải thưởng Grammy 2016: Bài hát của năm và Màn trình diễn pop cá nhân xuất sắc nhất. Vào tháng 5 năm 2016, x được thông báo là album bán chạy thứ hai trên thế giới vào năm 2015, sau 25 của Adele.

### 2016–nay: Tạm ngừng hoạt động và÷
Vào ngày 13 tháng 12 năm 2016, sau một thời gian dài rời xa các hoạt động liên quan tới âm nhạc và mạng xã hội, Sheeran đăng trên các tài khoản mạng xã hội một bức hình màu xanh da trời, báo hiệu sự quay trở lại với các hoạt động nghệ thuật.
Vào ngày 6 tháng 1 năm 2017, Sheeran phát hành hai đĩa đơn, "Shape of You" và "Castle on the Hill". Sau đó Sheeran cùng Scott Mills có mặt trong chương trình BBC Radio 1 Breakfast Show. Cả hai đĩa đơn đều phá kỷ lục stream ngày đầu trên Spotify với trên 13 triệu lượt nghe trong 24 giờ.

## Gingerbread Man Records
Vào tháng 3 năm 2015, Ed Sheeran tiết lộ rằng anh sẽ có một hãng thu âm của riêng mình, Gingerbread Man Records, theo thỏa thuận cùng với hãng Warner Music Group. Vào tháng 8 cùng năm, hãng thu âm của anh chính thức đi vào hoạt động, cùng với một kênh YouTube để quảng bá. Jamie Lawson, người đầu tiên được mời ký hợp đồng với hãng, gặp anh tại Luân Đôn vài năm trước. Album phòng thu đầu tiên của Lawson, được ra mắt vào ngày 9 tháng 10 năm 2015, đã giành được vị trí đầu bảng tại BXH Album tại Anh Quốc. Tháng 11 năm 2015, Sheeran ký hợp đồng với ca sĩ thứ hai cho hãng đĩa của mình, Foy Vance.

## Hoạt động từ thiện
Ed Sheeran đã thực hiện một buổi biểu diễn ở Bristol và quyên góp được 40.000 bảng Anh cho những người mại dâm đường phố. "Thật tốt khi cho mọi người thấy được những con người này là những con người thật với những cảm xúc thật và họ đáng được nhận được sự giúp đỡ như những người khác... Có rất nhiều tổ chức từ thiện (ở các lĩnh vực khác) nhận được nhiều sự chú ý hơn. Còn những chủ đề như thế này thường bị bỏ qua và những người này xứng đáng nhận sự quan tâm mà những người khác xung quanh thường chẳng dành cho họ" Ed Sheeran nói. Vé của buổi biểu diễn chỉ dành cho những ai tham gia quỹ từ thiện Give it up for One25 campaign bằng cách từ bỏ một điều gì đó trong 125 giờ và gây quỹ 40.000 bảng Anh. Louise Willott, người tổ chức sự kiện tại The Fleece, Bristol nói về Ed Sheeran: "Anh ấy từng tham gia tình nguyện tại mái ấm vô gia cư Crisis ở Luân Đôn và đã gặp Angel - cô gái đã kể cho anh ấy nghe về câu chuyện của mình. Sau đó anh ấy đã đi thực tế tìm hiểu và nó đã tạo cảm hứng để anh ấy viết The A Team". Willott nói thêm: "The Fleece là một địa điểm khá nhỏ, chỉ khoảng 400 chỗ ngồi, điều này làm cho buổi biểu diễn thật thú vị và thân mật. Thật khó để kêu gọi ủng hộ vào thời điểm này cho nên việc quyên góp được 40000 Bảng quả là rất đáng kinh ngạc".
Vào ngày 15 tháng 11 năm 2014, Sheeran tham gia nhóm từ thiện Band Aid 30 cùng với các nghệ sĩ nhạc pop Anh và Ireland khác để thu âm bài hát "Do They Know It's Christmas?" tại Sarm West Studios ở Notting Hill, Luân Đôn, nhằm quyên góp tiền chống dịch bệnh Ebola tại Tây Phi.
Ed Sheeran thường xuyên ủng hộ những bộ quần áo cũ của mình cho các cửa hàng từ thiện quanh vùng Suffolk. Là đại sứ cho Children's Hospice tại East Anglia, anh đã tặng quần áo cho cửa hàng từ thiện St Elizabeth Hospice tại Framlingham, trong đó có 8 túi quần áo vào tháng 2 năm 2014, và toàn bộ trang phục anh mặc tại lễ trao giải Grammy 2015.
Tháng 11 năm 2015, Ed ủng hộ chiến dịch No Cold Homes, thực hiện bởi tổ chức Turn2Us. Ed Sheeran là một trong 30 nghệ sĩ, trong đó có Helen Mirren, Jeremy Irons và Hugh Laurie, ủng hộ quần áo mùa đông cho chiến dịch, nhằm giúp người dân UK gặp khó khăn trong việc giữ ấm qua mùa đông lạnh giá.

## Cuộc sống riêng tư
Vào năm 2012, Ed Sheeran mua một trang trại gần Framlingham, Suffolk. Hiện tại trang trại này đang được cải tạo và nâng cấp và trong tương lai có thể sẽ là nơi ở của gia đình anh.
Ed Sheeran sống qua lại giữa Hendersonville, Tennessee và Los Angeles, California trong suốt thời gian năm 2013. Anh là em họ thứ hai của phát thanh viên người Anh, Gordon Burns.
Ed Sheeran từng là bạn trai của nữ ca sĩ-nhạc sĩ người Scotland, Nina Nesbitt (người đóng trong MV "Drunk") vào năm 2012. Nesbitt là chủ đề của các bài hát "Nina" và "Photograph", trong khi hầu hết các ca khúc trong album "Peroxide" của cô là về Ed Sheeran. Tháng 1 năm 2014, Ed bắt đầu hẹn hò với Athina Andrelos, người làm việc cho đầu bếp người Anh Jamie Oliver. Athina là cảm hứng cho bài hát "Thinking Out Loud". Họ chia tay vào tháng 2 năm 2015. Tháng 9 năm 2015, Sheeran bắt đầu hẹn hò với người bạn học cùng cấp 3, Cherry Seaborn.
Vào tháng 6 năm 2015, Forbes thông báo mức thu nhập trong 1 năm qua của anh là 57 triệu đô-la, đứng thứ 27 trong những nghệ sĩ kiếm nhiều tiền nhất thế giới. Ngày 19 tháng 10 năm 2015, anh nhận được bằng khen danh dự từ Đại học Campus Suffolk tại Ipswich vì "những cống hiến đột phá trong âm nhạc". Sheeran nói "Suffolk là quê nhà của tôi. Nhận được giải thưởng này thực sự là một niềm vinh dự."

## Danh sách đĩa nhạc
- + (2011)
- × (2014)
- ÷ (2017)
- No.6 Collaborations Project (2019)
- = (2021)
- − (2023)
- Autumn Variations (2023)
- Play (2025)

## Lưu diễn
Hát chính
- + Tour (2011–13)
- × Tour (2014–15)

Mở màn
- Fallen Empires Tour của Snow Patrol (một số buổi diễn tại Bắc Mỹ) (2012)
- The Red Tour của Taylor Swift (tất cả các buổi diễn ở Bắc Mỹ) (2013) [125]
- Zip Code Tour 2015 của The Rolling Stones (ở Kansas City)

## Phim tham gia
- Shortland Street (2014) với vai trò khách mời
- Undateable (2015) với vai trò khách mời[126]
- Home and Away (2015) với vai trò khách mời[127]
- The Bastard Executioner (2015) vai Sir Cormac[128]
- Jumpers For Goalposts (2015), bộ phim về ba buổi diễn X Tour ở sân Wembley[129]
- Bridget Jones's Baby (2016), đóng vai chính mình
- Yesterday (2019), đóng vai chính mình
- Red Notice, đóng vai ca sĩ trong bữa tiệc của Cleopatra